# Вільгельм Мелліґер
Вільгельм Мелліґер (26 липня 1953 — 16 січня 2018) — швейцарський вершник.
Срібний призер Олімпійських Ігор 1996 (індивідуальний конкур), 2000 (командний конкур) років, учасник 1984, 1992 років.